# Айодар
Айодар, Айодер (ісп. Ayódar (офіційна назва), валенс. Aiòder) — муніципалітет в Іспанії, у складі автономної спільноти Валенсія, у провінції Кастельйон. Населення — 220 осіб (2010).

## Географія
Муніципалітет розташований на відстані близько 290 км на схід від Мадрида, 28 км на захід від міста Кастельйон-де-ла-Плана.

## Демографія
Динаміка населення (INE ):

## Галерея зображень

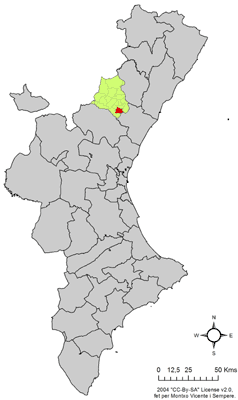
Розташування муніципалітету Айодар у автономній спільноті Валенсія
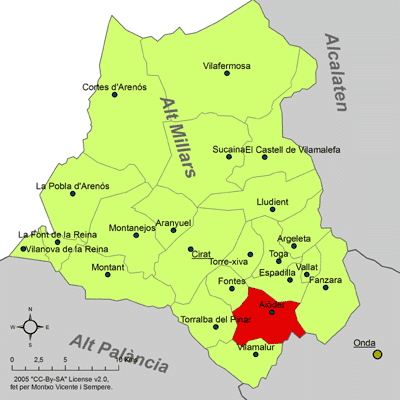
Розташування муніципалітету Айодар у комарці Альто-Міхарес
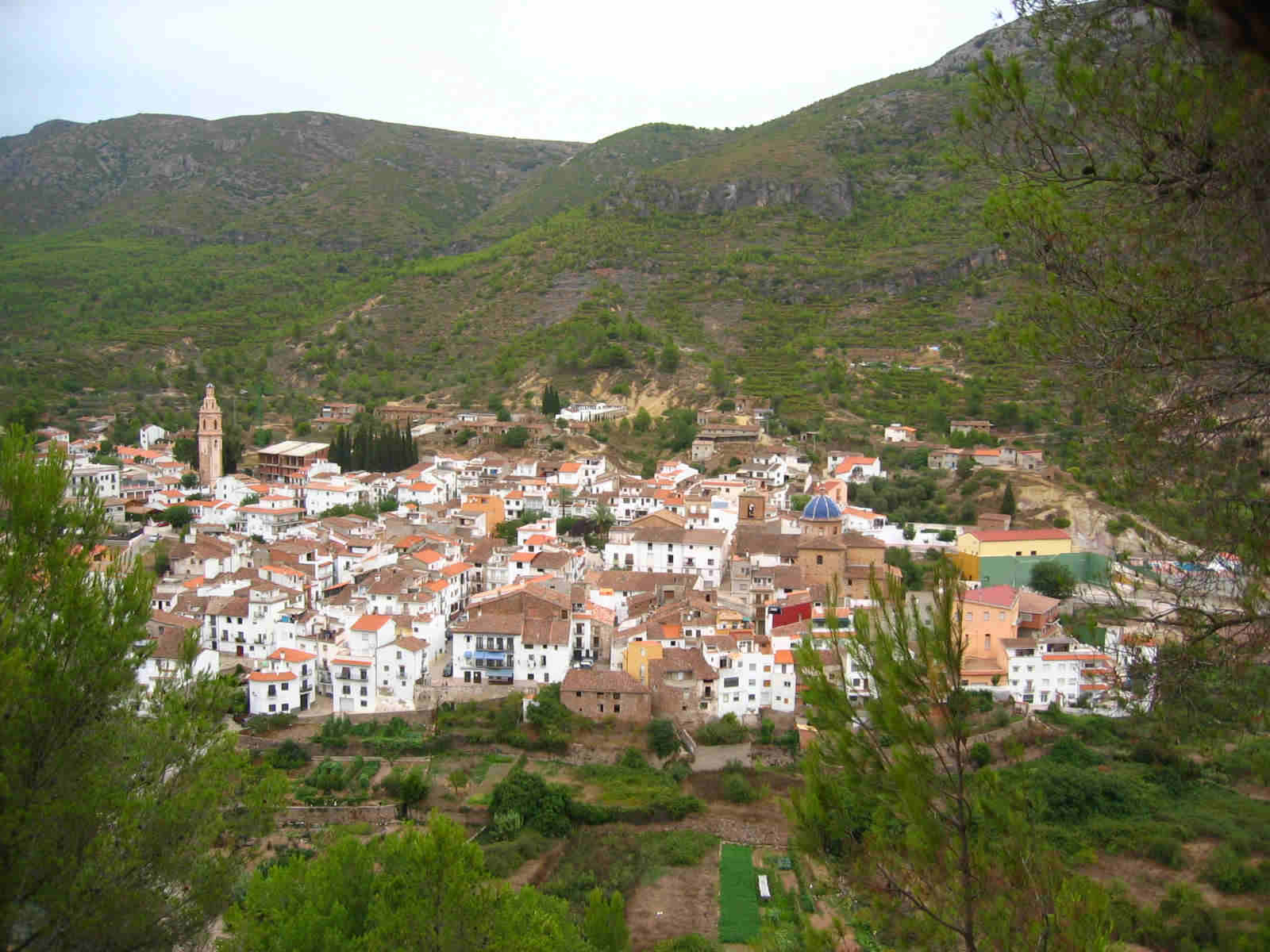
Айодар
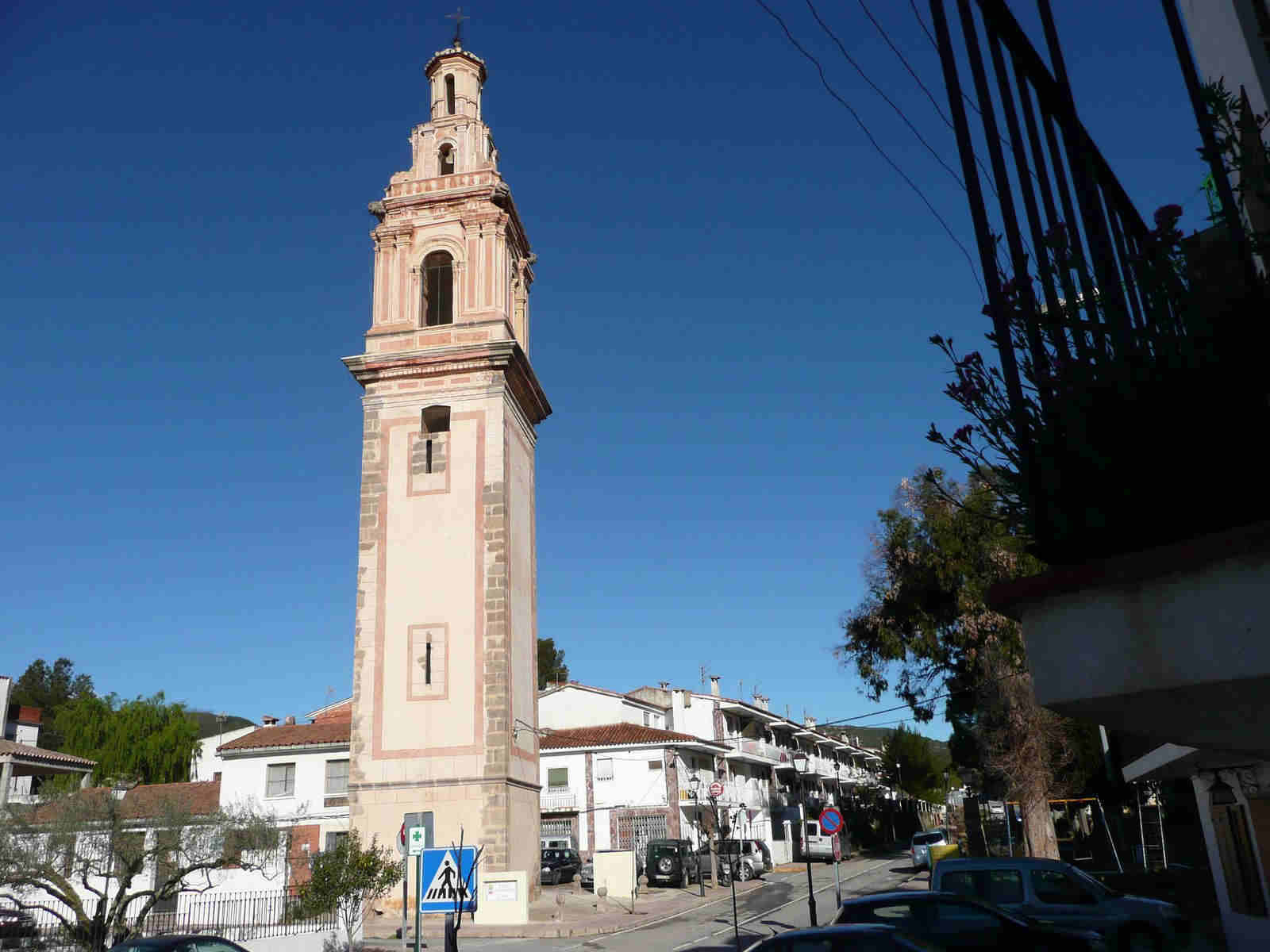
Дзвіниця домініканського монастиря, XVI століття